# Богория (озеро)
Богория (суахили Ziwa Bogoria, англ. Lake Bogoria; прежнее название — Ханнингтон) — щёлочно-солёное меромиктическое озеро в округе Баринго, провинция Рифт-Валли, Кения.

## Описание
Озеро Богория имеет длину около 17 километров, максимальную ширину 3,8 километра, максимальную глубину около 9 метров. К западу от него находится одноимённый вулкан.
В Богории очень высокая концентрация ионов Na+, HCO3- и CO32-, в засушливые месяцы солёность Богории достигает 100 ‰, также высок показатель кислотности — до 10,5 pH, так как в озеро изливают свои воды около 200 горячих щелочных источников с температурой воды от 39 °C до 98,5 °C. Озеро также интересно тем, что по его берегам действует более десятка (в 1975 году их было 18, но с течением времени некоторые из них исчезают) гейзеров (что нетипично для Африки), некоторые из них выпускают фонтаны воды высотой до 5 метров. Изучение озера выявило, что оно не всегда было солёным: за свои 10 000 лет (не менее) существования, оно несколько раз было пресноводным, а затем снова солонело. Также стало известно, что раньше оно было на 9 метров выше, чем сейчас, и скорее всего соединялось с озером Баринго.

## История
С ноября 1970 года озеро охраняется в рамках Рамсарской конвенции и находится на территории одноимённого резервата. На озере обитает огромное количество фламинго, которые питаются размножающимися здесь во множестве цианобактериями (спирулинами) и коловратками. Количество фламинго колеблется от 500 000 до 2 миллионов особей.
В 2011 году озёра Богория, Накуру и Элментейта признаны объектом Всемирного наследия ЮНЕСКО, получившим название «Система озёр в Великой рифтовой долине».